# Венерн
Венерн (швед. Vänern) највеће је језеро у Шведској и треће је по величини у Европи. Налази се на подручју округа Вестра Јеталанд и Вермланд. Заузима површину од 5.648 km² и има запремину од 153 km³. Просечна дубина је 27 метара а највећа дубина је 106 метара.
Венерн се улива у Гета алв према Гетеборгу и Категатској притоци Атлантског океана. То је једино од десет највећих језера у Шведској које се не испушта на источној обали земље. Због изградње канала Гета у 19. веку, постоји узводни водени пут до Ветерна и источне обале од Венерна. Главни доток воде долази из Кларелвена који улази у Венерн код Карлстада са извором у Тренделагу у Норвешкој.

## Историја
Југоисточни део Венерна је депресија за коју се чини да је настала ерозијом седиментних стена старе палеозоика током квартарне глацијације која је стигла до тог подручја. Ова ерозија би поново открила делове субкамбријске ерозије земљишта. Пошто су јужна и источна обала делови где се субкамбријски терен благо нагиње ка северу, односно западу, језеро је на овим местима прилично плитко. Западна обала језера углавном прати раседну скарпу повезану са раседом Венерн-Гета.
Савремено језеро је настало после квартарне глацијације пре око 10.000 година; када се лед отопио, читава ширина Шведске је била прекривена водом, стварајући мореуз између Категата и Ботничког залива. Због чињенице да је накнадни опоравак после глацијације превазишао истовремени пораст нивоа мора, језеро Венерн је постало део Анцилског језера које је заузимало Балтички басен. Венерн је био повезан са језером Анцилус мореузом у Дегерфорсу, Вермланд. Даље уздизање је учинило да језера као што су Венерн и Ветерн постану одсечена од Балтика. Као резултат тога, још увек постоје врсте које су преостале из леденог доба које се иначе не срећу у слатководним језерима, као што је амфипод Monoporeia affinis. Викиншки брод пронађен је на дну језера 6. маја 2009. године.
Прича коју је исландски митограф из 13. века Снори Стурлусон у својој Прозној еди испричао о пореклу Меларена вероватно је првобитно била о Венерну: шведски краљ Гилфи је обећао жени Гефјон онолико земље колико четири вола могу да ору у једном дану и ноћи, али је она користила волове из земље дивова, и штавише истргла земљу и одвукла је у море, где је постала острво Селанд. Проза Еда каже да 'увале у језеру одговарају ртовима у Селанду'; пошто ово много више важи за Венерн, мит је вероватно првобитно био о Венерну, а не о Меларену.
Битка на леду језера Венерн је била битка из 6. века забележена у нордијским сагама и поменута у староенглеском епу Беовулф. У Беовулфу се наводи да се Венерн налази у близини локације змајеве хумке у Ернанесу.

## Географија
Венерн покрива површину од 5.655 km2 (2.183 sq mi), отприлике двоструко више од површине Луксембурга. Његова површина је 44 m (144 ft) надморске висине и у просеку је дубок 27 m (89 ft). Максимална дубина језера је 106 m (348 ft) Ниво воде у језеру регулише хидроелектрана Варгон.

## Животна средина
Студије праћења стања животне средине се спроводе годишње. У извештају из 2002. године, подаци нису показали значајно смањење укупног квалитета воде, али је запажен благи пад видљивости услед повећања заступљености алги. Повећани ниво азота био је проблематичан током 1970-их до 1990-их, али се сада одржава и на сталном је нивоу.
Неки заливи такође имају проблема са еутрофикацијом и обрасли су алгама и биљним планктоном.

## Риба
Венерн има много различитих врста риба. Локално становништво и владини званичници покушавају да спроведу пројекте очувања рибарства, због претњи по рибље станиште. Ове претње укључују водену култивацију у притокама, загађење и синдром М74. Спортски риболов у Венерну је бесплатан и нерегулисан, како са обале тако и из чамаца (уз одређена ограничења, на пример, највише три лососа или пастрмке по особи дневно). За комерцијални риболов је потребна дозвола.
У отвореним водама Венерна, најзаступљенија риба је златоперка (Osmerus eperlanus), која доминира у источном Далбосјону, где је у просеку 2.600 златоперки по хектару. Друга по заступљености је златоперка (Coregonus albula), такође најистакнутија у Далбосјону, са 200–300 риба по хектару. Популације могу значајно да варирају између година, у зависности од температуре, нивоа воде и квалитета.

### Лосос
Језеро Венерн има две преостале подгрупе атлантског лососа (Salmo salar), који нема излаз на море, локално познатог као Венернски лосос („Ванерлакs“). Обе су пореклом из језера Венерн и све родитељске рибе морају да се мресте у суседним текућим водама да би обезбедиле опстанак и произвеле потомство. Прва подгрупа је добила име по источној притоци језера, Гулспeнгсeлвен, и стога се зове Гaлспeнг лосос („Gullspångslax”). Други сој је лосос Кларeлв („Klarälvslax“), који се углавном мрести у систему за одводњавање реке Кларалвен, који је дуг преко 500 km. Кларалвенски лосос је историјски мигрирао чак 400 km узводно у Норвешку да би се мрестио у северним деловима реке.